# Пребуз
Пребуз (чеш. Přebuz) град је у Чешкој Републици. Град се налази у управној јединици Карловарски крај, у оквиру којег припада округу Соколов. Познат је као најмањи град по броју становника у Чешкој Републици.

## Становништво
Према подацима о броју становника из 2014. године град је имао 72 становника.